# Ambasciatori sassoni nel Regno Unito
L'ambasciatore sassone nel Regno Unito era il primo rappresentante diplomatico della Sassonia (già Elettorato di Sassonia) nel Regno Unito (già regno di Gran Bretagna, già regno d'Inghilterra).
Le relazioni diplomatiche iniziarono ufficialmente nel 1671 e terminarono nel 1874.

## Elettorato di Sassonia
…
- 1699–1710: Karl Christian Kirchner
- 1710–1714: Charles Pierre d’Elorme
- 1714–1718: Georg Sigismund von Nostitz (1672–1751)
- 1718–1718: Karl Philipp von Wartensleben-Flodroff
- 1718–1728: Jacques le Coq
- 1730–1732: Friedrich Carl von Watzdorf (–1764)
- 1733–1733: Heinrich von Bünau (1697–1762)
- 1733–1738: Johann Adolph von Loß
- 1739–1742: Adam Adolph von Utterodt
- 1742–1751: Karl Georg Friedrich von Flemming (1705–1767)
- 1752–1757: Carl Ludwig Wiedmarckter (Geschäftsträger)

…
- 1763–1763: Johann Georg von Einsiedel (1730–1811)
- 1764–1806: Hans Moritz von Brühl (1736–1809)[3]

## Regno di Sassonia
- 1806–1809: Hans Moritz von Brühl (1736–1809)[3]
- 1809–1815:
- 1815–1816: Carl von Friesen (1786–1823)
- 1816–1823: Wilhelm August von Just (1752–1824)
- 1823–1824: Maximilian von Schreibershofen (1785–1881) residente a Kassel[2]
- 1824–1832: Friedrich Bernhard Biedermann (1775–1844)
- 1832–1846: Georg Rudolf von Gersdorff (1804–1894)
- 1846–1853: Friedrich Ferdinand von Beust (1809–1886)
- 1853–1869: Karl Friedrich Vitzthum von Eckstädt (1819–1895)
- 1869–1874: Oswald von Fabrice (1820–1898)

1874: Chiusura dell'ambasciata